# 유럽축구 매거진
《유럽축구 메거진》은 ITV 경인방송에서 방송되었던 스포츠 정보 프로그램이다.